# Ганчук, Ирина Владимировна
Ири́на Влади́мировна Ганчу́к (в девичестве Поме́лова; род. 5 апреля 1990, Жодино, Минская область) — белорусская гребчиха-байдарочница, выступает за сборную Белоруссии с 2011 года. Бронзовая призёрша летних Олимпийских игр в Лондоне, чемпионка Европы, многократная победительница национальных первенств. На соревнованиях представляет Минскую область. Заслуженный мастер спорта Республики Беларусь.

## Биография
Ирина Помелова родилась 5 апреля 1990 года в городе Жодино, Минская область. Активно заниматься греблей начала в местной детско-юношеской спортивной школе, проходила подготовку под руководством таких специалистов как Л. В. Дрозд, В. В. Дрозд и Н. Н. Дивина. Первого серьёзного успеха добилась в 2011 году, когда впервые вошла в основной состав национальной сборной Белоруссии и дебютировала на Кубке мира. Год спустя выиграла бронзовую медаль на чемпионате мира в венгерском Сегеде и завоевала золото на чемпионате Европы в Белграде (обе медали с четырёхместной байдаркой на дистанции 500 метров).
В 2012 году в той же дисциплине Помелова получила серебряную награду на первенстве Европы в хорватском Загребе и благодаря череде удачных выступлений удостоилась права защищать честь страны на летних Олимпийских играх 2012 года в Лондоне. Участвовала в заплывах на 500 метров четырёхместных байдарок, в составе экипажа, куда также вошли Марина Полторан, Надежда Попок и Ольга Худенко, добралась до финальной стадии и завоевала бронзу. По итогам сезона удостоена почётного звания «Заслуженный мастер спорта Республики Беларусь».
После Олимпиады спортсменка осталась в основном составе белорусской национальной команды и продолжила принимать участие в крупнейших международных соревнованиях. Сезон 2013 года практически полностью пропустила из-за травм.
Имеет высшее образование, в 2013 году окончила Белорусский государственный университет физической культуры, где обучалась на спортивно-педагогическом факультете массовых видов спорта. С 2013 года замужем за белорусским каноистом Артёмом Ганчуком.

## Награды и звания
- Заслуженный мастер спорта Республики Беларусь.